# گارستنگ ۹۵۹۴
سیارک ۹۵۹۴ (به انگلیسی: 9594 Garstang، نامگذاری:1991RG) نه هزار و پانصد و نود و چهارمین سیارک کشف شده‌است که در ۴ سپتامبر ۱۹۹۱ کشف شد.